# ファットマンブラザーズ〜百貫探偵〜
『ファットマンブラザーズ〜百貫探偵〜』（FATMAN BROTHERS 百貫探偵、ファットマンブラザーズひゃっかんたんてい）は、1995年の日本映画。伊集院光の監督・主演作品。VHSにて販売・レンタルを行った。

## 概要
伊集院光が監督・主演し、デブタレ達が多数出演しているコメディーアクション映画。
後に伊集院が語った所によれば、撮影中にカメラマンとの意思疎通が上手くいかず自身の思ったように撮らせて貰えなかったり、共演者とのスケジュールが合わず一番重要だと思っていたシーンを削らなければならなかったりするなど、結果、惨憺たる思いに塗れた映画となってしまったという（この為、伊集院は「二度と見ない」とも発言していた。）。

## あらすじ
相撲部を退部した事で大学を退学にされてしまう大田太（伊集院光）、太ってしまったために事務所をクビになった元人気アクション俳優の渡部亨（石塚英彦）、会社をリストラされた綾小路一也（田口浩正）が途方に暮れていると、3人の目にデブ急募の求人広告が目に入る。探偵として働き始める3人だが、来る依頼は不思議なものばかり。そんな中、仕事で知り合った富豪の息子圭太が誘拐にあってしまう。

## キャスト
- 伊集院光
- 田口浩正
- ホンジャマカ
  - 石塚英彦
  - 恵俊彰
- 宮前真樹
- 松村邦洋
- 出川哲朗
- 新島弥生
- 内山信二
- Mr.オクレ
- アジャコング
- なべおさみ 他

## 主題歌
- FATMAN BROTHERS「あの素晴しい愛をもう一度」
  - かつて加藤和彦と北山修が連名で発表した曲のカバー。
  - 映画のエンドロール時に流されたものはシングル盤・アルバム盤に収録されているものとは違い、若干アレンジが異なっている。